# Devarabudenahalli, Sandur
Devarabudenahalli là một làng thuộc tehsil Sandur, huyện Bellary, bang Karnataka, Ấn Độ.